# 藤原岡継
藤原 岡継（ふじわら の おかつぐ）は、奈良時代後期から平安時代初期にかけての貴族。藤原南家、参議・藤原乙縄の子。官位は従五位上・備中守。

## 経歴
延暦8年（789年）従五位下に叙爵し、翌延暦9年（790年）大判事に任ぜられる。延暦10年（791年）伯耆介として地方官に転じる。延暦18年（799年）図書頭に補せられて京官に復す。
その後、従五位上に昇進し、平城朝の大同3年（808年）には刑部大輔に任官している。また時期は不明ながら、備中守も務めた。

## 官歴
『六国史』による。
- 時期不詳：正六位上
- 延暦8年（789年） 正月6日：従五位下
- 延暦9年（790年） 3月26日：大判事
- 延暦10年（791年） 正月22日：伯耆介
- 延暦18年（799年） 2月20日：図書頭
- 時期不詳：従五位上
- 大同3年（808年） 7月15日：刑部大輔
- 時期不詳：備中守[1]

## 系譜
『尊卑分脈』による。
- 父：藤原乙縄
- 母：不詳
- 生母不明の子女
  - 男子：藤原当道